# Mario Kohle
Mario Kohle (* 1984) ist ein deutscher Unternehmer und Gründer. Seit 2017 ist er CEO des Energieunternehmens Enpal. Zuvor gründete er die Plattform Käuferportal (heute Aroundhome).

## Frühes Leben und Ausbildung
Mario Kohle wurde 1984 in der DDR geboren und wuchs in Strausberg östlich von Berlin auf. Sein Großvater Horst Kohle spielte in der Fußballnationalmannschaft der DDR. Von 2005 bis 2008 studierte er Betriebswirtschaftslehre an der WHU – Otto Beisheim School of Management und schloss 2008 sein Bachelorstudium ab. Während seines Studiums begann er, sich mit digitalen Geschäftsmodellen und E-Commerce auseinanderzusetzen.

## Karriere
Nach seinem Abschluss gründete Kohle gemeinsam mit Robin Behlau im Jahr 2008 die Firma Käuferportal, die später in Aroundhome umbenannt wurde. Das Unternehmen spezialisierte sich darauf, Privatpersonen mit lokalen Fachhändlern für Hausprojekte wie Renovierungen oder Umbaumaßnahmen zu vernetzen. Kohle verkaufte Käuferportal im Jahr 2016 an ProSiebenSat.1 und General Atlantic für 100 Millionen Euro.
2017 gründete Kohle gemeinsam mit Viktor Wingert und Jochen Ziervogel das Energieunternehmen Enpal, wo er noch heute Geschäftsführer (CEO) ist.
Im Jahr 2021 wurde Enpal mit mehr als einer Milliarde Euro bewertet, was dem Unternehmen den „Einhorn“-Status einbrachte. Zu den Investoren von Enpal gehören unter anderem SoftBank, der Fonds von Leonardo DiCaprio und der Technologieinvestor Lukasz Gadowski.

## Auszeichnungen
- "Gründer des Jahres" Bundesverband deutsche Startups (2025)[7]
- "Menschen, die 2025 Deutschland prägen", FOCUS und The Economist (2025)
- TIME 100 NEXT (2024)[8]
- Deutscher Gründerpreis (2023)[9]